# Juegos Mundiales de 2022
Los Juegos Mundiales de 2022, oficialmente conocidos como los XI Juegos Mundiales, se realizaron del 7 al 17 de julio de 2022 en la ciudad de Birmingham, Alabama, Estados Unidos. La IWGA confirmó que 3 ciudades mostraron interés por acoger este evento. El 22 de enero de 2015 en la ciudad de Lausanna en Suiza, se anunció a la ciudad sede.
Originalmente, los Juegos estaban programados para 2021, ya que siempre se celebran un año después de los Juegos Olímpicos. Una vez que Tokio 2020 cambió de fecha debido a la pandemia de COVID-19, los Juegos Mundiales también se trasladaron para adaptarse a este cambio.

## Ciudad elegida
- Birmingham: La ciudad estadounidense de Birmingham mostró interés por organizar los Juegos Mundiales de 2021. Estados Unidos organizó la primera edición de estos juegos en 1981.[4]

## Candidatas
- Lima: La capital peruana estuvo dispuesta a luchar por conseguir la sede de estos juegos para el 2021, Lima planeaba usar varios recintos deportivos que serían legado después de los Juegos Panamericanos de 2019. Para el año 2021, el Perú celebró el bicentenario de su independencia.
- Ufá: El Comité Olímpico de Rusia quiso obtener la sede de los juegos de 2021 con la ciudad de Ufá.[5]

## Deportes
| - Artísticos - Baile deportivo (detalles) - Gimnasia acrobática (detalles) - Gimnasia aeróbica (detalles) - Gimnasia rítmica (detalles) - Patinaje artístico (detalles) - Parkour (detalles) - Trampolín (detalles) - Pelota - Balonmano playa (detalles) - Fistball (detalles) - Floorball (detalles) - Kayak polo (detalles) - Korfbal (detalles) - Lacrosse (detalles) - Raquetbol (detalles) - Sóftbol (detalles) - Squash (detalles) | - Combate - Ju-Jitsu (detalles) - Karate (detalles) - Kickboxing (detalles) - Muay thai (detalles) - Sumo (detalles) - Precisión - Arquería (detalles) - Billar (detalles) - Bochas (detalles) - Bolos (detalles) - Fuerza - Sogatira (detalles) - Levantamiento de potencia (detalles) - Deportes sobre ruedas - Patinaje de carreras (detalles) - Patinaje de velocidad (detalles) - Hockey sobre patines en línea (detalles) | - Deportes extremos - Deportes aéreos (detalles) - Esquí acuático (detalles) - Salvamento (detalles) - Maratón en Kayak (detalles) - Natación con aletas (detalles) - Orientación (detalles) - Escalada (detalles) - Disco Volador - Ultimate (detalles) - Exhibición - Duatlón (detalles) - Fútbol bandera (detalles) - Rugby en silla de ruedas (detalles) - Wushu (detalles) |

## Países participantes
Debido a la Invasión rusa de Ucrania de 2022, los atletas de Rusia y de Bielorrusia fueron expulsados de los Juegos. Rusia tenía 62 deportistas clasificados y Bielorrusia 11.
Como parte de la competencia de Lacrosse se invitó a participar a la selección iroquesa que representa a dicho pueblo indígena. Será la primera vez que un pueblo que no tiene un país propio participe en el evento.
- Afganistán (2) (AFG)
- Albania (1) (ALB)
- Alemania (231) (GER)
- Angola (1) (ANG)
- Arabia Saudita (3) (KSA)
- Argelia (1) (ALG)
- Argentina (47) (ARG)
- Aruba (2) (ARU)
- Australia (97) (AUS)
- Austria (52) (AUT)
- Azerbaiyán (15) (AZE)
- Baréin (3) (BHR)
- Bélgica (75) (BEL)
- Bolivia (3) (BOL)
- Bosnia y Herzegovina (1) (BIH)
- Brasil (60) (BRA)
- Brunéi (2) (BRN)
- Bulgaria (10) (BUL)
- Camboya (2) (CAM)
- Canadá (123) (CAN)
- Chile (28) (CHL)
- China (40) (CHN)
- Colombia (71) (COL)
- Confederación Haudenosaunee (24) (HNL)
- Corea del Sur (30) (KOR)
- Costa Rica (9) (CRC)
- Croacia (19) (CRO)
- Cuba (1) (CUB)
- Dinamarca (61) (DEN)
- Ecuador (15) (ECU)
- Egipto (21) (EGY)
- El Salvador (2) (ESA)
- Emiratos Árabes Unidos ((12) (UAE)
- Estonia (8) (EST)
- Eslovaquia (11) (SVK)
- Eslovenia (16) (SLO)
- España (56) (ESP)
- Estados Unidos (323) (USA)
- Etiopía (1) (ETH)
- Filipinas (10) (PHI)
- Finlandia (34) (FIN)
- Francia (162) (FRA)
- Georgia (1) (GEO)
- Grecia (15) (GRE)
- Guatemala (6) (GUA)
- Hong Kong (17) (HKG)
- Hungría (54) (HUN)
- India (11) (IND)
- Indonesia (6) (INA)
- Irak (2) (IRQ)
- Irán (15) (IRN)
- Irlanda (7) (IRL)
- Islandia (4) (ISL)
- Islas Vírgenes (9) (VIR)
- Israel (40) (ISR)
- Italia (191) (ITA)
- Japón (128) (JPN)
- Jordania (2) (JOR)
- Kazajistán (14) (KAZ)
- Kenia (1) (KEN)
- Kirguistán (2) (KGZ)
- Kuwait (4) (KUW)
- Letonia (33) (LAT)
- Lituania (10) (LIT)
- Luxemburgo (1) (LUX)
- Macedonia del Norte (2) (MKD)
- Malasia (7) (MAS)
- Marruecos (9) (MAR)
- Mauricio (2) (MRI)
- México (78) (MEX)
- Moldavia (2) (MDA)
- Mongolia (8) (MGL)
- Montenegro (4) (MNE)
- Myanmar (1) (MYA)
- Namibia (1) (NAM)
- Nepal (2) (NEP)
- Noruega (15) (NOR)
- Nueva Zelanda (30) (NZL)
- Países Bajos (73) (NED)
- Pakistán (1) (PAK)
- Panamá (26) (PAN)
- Paraguay (2) (PAR)
- Perú (5) (PER)
- Polonia (60) (POL)
- Portugal (40) (POR)
- Puerto Rico (31) (PUR)
- Catar (12) (QAT)
- Reino Unido (108) (GBR)
- República Checa (87) (CZE)
- República Dominicana (2) (DOM)
- Rumania (26) (ROM)
- Senegal (1) (SEN)
- Serbia (4) (SRB)
- Singapur (9) (SGP)
- Sudáfrica (21) (RSA)
- Suecia (63) (SWE)
- Suiza (110) (SWI)
- Surinam (14) (SUR)
- China Taipéi (66) (TPE)
- Tailandia (30) (THA)
- Túnez (1) (TUN)
- Turquía (7) (TUR)
- Ucrania (88) (UKR)
- Uruguay (2) (URU)
- Uzbekistán (6) (UZB)
- Venezuela (16) (VEN)
- Vietnam (15) (VIE)
- Yibuti (1) (DJI)

## Medallero
Contrario a las ediciones anteriores de los Juegos, esta será la primera vez que las medallas de los deportes oficiales y de los deportes invitados se cuenten en el mismo medallero.
Aquí se muestran los primeros 10 lugares, aquí puede consultarse el medallero completo
| #  | País           | Oro | Plata | Bronce | Total |
| -- | -------------- | --- | ----- | ------ | ----- |
| 1  | Alemania       | 24  | 7     | 16     | 47    |
| 2  | Estados Unidos | 16  | 18    | 10     | 44    |
| 3  | Ucrania        | 16  | 12    | 17     | 45    |
| 4  | Italia         | 13  | 24    | 12     | 49    |
| 5  | Francia        | 11  | 15    | 16     | 42    |
| 6  | Hungría        | 11  | 7     | 9      | 27    |
| 7  | Bélgica        | 11  | 4     | 5      | 20    |
| 8  | Japón          | 10  | 11    | 12     | 33    |
| 9  | Colombia       | 9   | 10    | 6      | 25    |
| 10 | China          | 9   | 4     | 1      | 14    |